# Velodrome Amsterdam

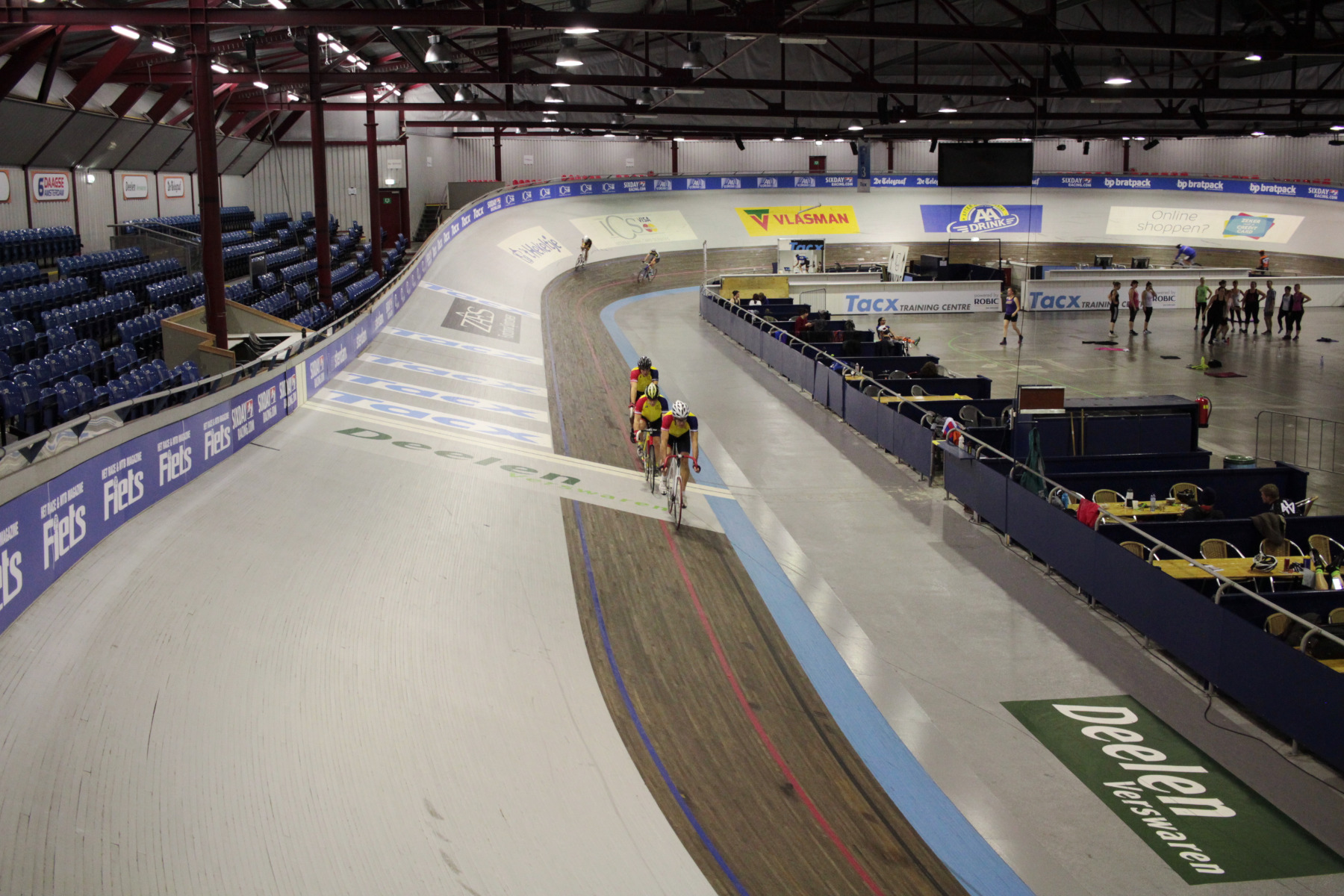
Velodrome Amsterdam

Das Velodrome Amsterdam ist eine Mehrzweckhalle mit Radrennbahn im niederländischen Amsterdam.

## Geschichte
Das Velodrome Amsterdam ist eine von drei Hallenradrennbahnen in den Niederlanden, neben dem Omnisport Apeldoorn und dem Sportpaleis Alkmaar. Es verfügt über eine Holzbahn von 200 Metern Länge. Auf den Tribünen finden rund 1250 Zuschauer Platz. Von 2001 bis 2014 wurde hier das Amsterdamer Sechstagerennen ausgetragen. Das Velodrome liegt im Sportpark Sloten im Amsterdamer Stadtbezirk Nieuw-West.
Beim Sechstagerennen im Oktober 2014 stürzte der niederländische Derny-Schrittmacher Cees Stam und musste schwer verletzt in ein Krankenhaus gebracht werden. Das Rennen wurde daraufhin an diesem Abend abgebrochen. Bei dem Sturz kamen ebenfalls die Radsportler Nick Stöpler und Stams Enkel Yoeri Havik, den er geführt hatte, zu Fall, erlitten aber nur leichte Verletzungen. Havik entschied später das Sechstagerennen gemeinsam mit Niki Terpstra für sich.
Nachdem das Rennen 2015 nicht ausgetragen worden war, fand es November 2016 im Rahmen der Six Day Series wieder statt.

## Siegerliste des Sechstagerennens seit 2001
| 2016 | Kenny De Ketele   | Moreno De Pauw |
| 2015 | nicht ausgetragen |                |
| 2014 | Yoeri Havik       | Niki Terpstra  |
| 2013 | Kenny De Ketele   | Iljo Keisse    |
| 2012 | Michael Mørkøv    | Pim Ligthart   |
| 2011 | Iljo Keisse       | Niki Terpstra  |
| 2010 | Robert Bartko     | Roger Kluge    |
| 2009 | Robert Bartko     | Roger Kluge    |
| 2008 | Robert Slippens   | Danny Stam     |
| 2007 | Robert Bartko     | Iljo Keisse    |
| 2006 | Danny Stam        | Peter Schep    |
| 2005 | Bruno Risi        | Kurt Betschart |
| 2004 | Robert Slippens   | Danny Stam     |
| 2003 | Robert Slippens   | Danny Stam     |
| 2002 | Silvio Martinello | Marco Villa    |
| 2001 | Matthew Gilmore   | Scott McGrory  |